# Sárosy Zoltán
Sárosy Zoltán (Budapest, 1906. augusztus 23. – Toronto, 2017. június 19.) kanadai magyar sakkmester, nemzetközi levelezési sakkmester.

## Élete
Tízévesen kezdett sakkozni, először parkokban, és folytatta iskolásként is, majd egyetemistaként Bécsben, ahol nemzetközi kereskedelmet tanult. 1928-ban, az egyetem elvégzése után hazaköltözött Magyarországra, ahol folytatta sakkozói pályáját. 1928–1933 között Pécsett versenyzett, ahol az 1931-ben újjáalakult Pécsi Sakk-kör titkára lett, majd Budapestre került.
Számos sakkversenyen győzött, többek közt Nagykanizsán (1929), Pécsen (1932) és Budapesten (1934). A második világháború alatt, 1943-ban megnyerte a magyar sakkmester-jelöltek versenyét Diósgyőrben, ezzel szerezte meg a Magyarország sakkmestere címet.
A háború után egy nyugatnémet menekülttáborban töltött némi időt, majd 1948-ban Franciaországba költözött, ahol 1950-ben Henri Sapin elzászi bajnok ellen állt ki (2–2). Ezután kivándorolt Kanadába, és Torontóban telepedett le. Levelezési sakk-kal kezdett foglalkozni. Négyszer lett kanadai bajnok levelező sakkban (1967, 1969, 1972, 1981), és 1988-ban nemzetközi levelezősakk-mester (IMC) lett. 95 éves korában azért vett számítógépet, hogy a lassú, postai úton játszott levelezési sakk helyett a gyorsabb, online módon folytathassa a játszmákat. 2006-ban beválasztották a Canadian Chess Hall of Fame-be. 108 éves korában még aktívan sakkozott.
Feleségét és lányát Magyarországon hagyta, amikor a háború után Nyugatra menekült; Kanadából értük küldött, de az asszony nem akarta elhagyni az országot, ezért elváltak. Sárosy ezután Heino Mallo észt bevándorlót vette feleségül Kanadában; az asszony 1998-as haláláig együtt éltek. Sárosy 94 éves korában beköltözött egy idősek otthonába, a torontói Bloor Street Westen, a High Parkkal szemben, 2016. augusztus 23-án töltötte be 110. életévét, ezzel szupercentenárius lett. Ő volt ebben az évben Kanada legidősebb férfija.
110 évesen, két hónappal 111. születésnapja előtt 2017. június 19-én hunyt el.